# Alphonsea siamensis
Alphonsea siamensis är en kirimojaväxtart som beskrevs av Keßler. Alphonsea siamensis ingår i släktet Alphonsea och familjen kirimojaväxter. Inga underarter finns listade i Catalogue of Life.